# سلام قرطاجي
السلام القرطاجي هو فرض «سلام» وحشي يتحقق عن طريق سحق العدو بالكامل. المصطلح مشتق من السلام الذي فرضته روما على قرطاج. بعد الحرب البونيقية الثانية، فقدت قرطاج جميع مستعمراتها، وأجبرت على التجرد من السلاح ودفع ضرائب دائمة إلى روما، ولم تتمكن من الدخول في أي حرب إلا بإذن من روما. في نهاية الحرب البونيقية الثالثة، أحرق الرومان قرطاج بانتظام واستعبدوا سكانها.

## الأصل
يشير المصطلح إلى نتيجة سلسلة من الحروب بين روما ومدينة قرطاج الفينيقية، المعروفة باسم الحروب البونيقية. خاضت الإمبراطوريتان ثلاث حروب منفصلة ضد بعضها البعض، ابتداء من عام 264 قبل الميلاد وانتهت في 146 قبل الميلاد.
في نهاية الحرب البونيقية الثالثة، فرض الرومان حصارًا على قرطاج. عندما استولوا على المدينة، قتلوا معظم السكان، وباعوا البقية كعبيد، ودمروا المدينة بأكملها. لا يوجد دليل قديم على الروايات الحديثة بأن الرومان قاموا بتمليح الأرض.
لذلك يمكن أن يشير مصطلح السلام القرطاجي إلى أي معاهدة سلام وحشية تطالب بالإخضاع التام للجانب المهزوم.

## الاستخدام الحديث للمصطلح
غالبًا ما يمتد الاستخدام الحديث للمصطلح ليشمل أي تسوية سلمية تكون فيها شروط السلام قاسية للغاية ومصممة لتأكيد إدانة الخاسر. وهكذا، بعد الحرب العالمية الأولى، وصف الكثيرون (مثل الاقتصادي جون مينارد كينز) معاهدة فرساي بأنها «سلام قرطاجي».
خطة مورغنثاو التي طرحت بعد الحرب العالمية الثانية قد وصفت أيضًا بأنها سلام قرطاجي، حيث دعت إلى إلغاء التصنيع في ألمانيا. كان الهدف منها الحد بشدة من تأثير القوة الألمانية في المنطقة ومنع إعادة تسليحها، كما حدث بعد الحرب العالمية الأولى (إعادة تسليح راينلاند). تم التخلي عن الخطة لصالح مشروع مارشال (1948-1952)، والذي استلزم إعادة بناء البنية التحتية في أوروبا الغربية، وخاصة في ألمانيا الغربية.
الجنرال لوسيوس كلاي، نائب الجنرال دوايت أيزنهاور، والذي في عام 1945، كان الحاكم العسكري لمنطقة الاحتلال الأمريكية في ألمانيا، قال في وقت لاحق أنه «لا يوجد شك في أن خطة مورغنثاو (JCS 1067) كانت تعبر عن السلام القرطاجي الذي سيطر على عملياتنا في ألمانيا خلال الأشهر الأولى للاحتلال. هذا في الوقت الذي كانت فيه الولايات المتحدة تتبع خطة مورغنثاو.» سيحل كلاي في وقت لاحق محل أيزنهاور كحاكم وكقائد أعلى في أوروبا. تم تفضيل خطة مارشال لأن إحياء اقتصاد ألمانيا الغربية كان ضروريًا لإنعاش الاقتصاد الأوروبي، حيث كانت ألمانيا الغربية تعتبر بمثابة حصن رئيسي ضد الكتلة الشرقية.

## استشهادات
1. ↑  Ridley، R.T. (1986). "To Be Taken with a Pinch of Salt: The Destruction of Carthage". Classical Philology. ج. 81 ع. 2: 140. DOI:10.1086/366973. JSTOR:269786.
2. ↑  Keynes, John Maynard. The Economic Consequences of the Peace. New York: Harcourt, Brace and Howe, 1920.
3. ↑  A Nation at War in an Era of Strategic Change, p.129 (Google Books) نسخة محفوظة 17 مارس 2016 على موقع واي باك مشين.